# Kléber de Carvalho Corrêa
Kléber de Carvalho Corrêa, född 1 april 1980 i São Paulo, är en brasiliansk fotbollsspelare som spelar för Sport Club Internacional. Kléber debuterade i det brasilianska landslaget 2002.